# Daniela Todor
Elena Daniela Todor (născută Băbeanu), (n. 18 noiembrie 1988, Râmnicu Vâlcea) este o handbalistă din România care joacă la echipa CS Rapid București. În trecut, ea a fost legitimată la CS Oltchim Râmnicu Vâlcea, dar, din sezonul 2008-2009 și până în toamna anului 2011 a jucat împrumutată la HC Zalău. După trei ani și jumătate, începând cu data de 31 decembrie 2011, Daniela Todor s-a întors la Oltchim, fiind apoi, în vara anului 2012, împrumutată la SCM Craiova.
Din decembrie 2019, Todor joacă pentru Rapid București.
Daniela Todor evoluează pe postul de centru, dar în trecut a jucat și pe cel de intermediar stânga.

## Palmares
- Campionatul European pentru Junioare:
  -  Medalie de argint: 2005

- Liga Campionilor EHF:
  - Semifinalistă: 2012
  - Grupe principale: 2008

- Cupa Cupelor EHF:
  - Optimi de finală: 2015, 2016

- Cupa EHF:
  - Turul 3: 2011

- Liga Națională:
  -  Câștigătoare: 2008, 2012
  -  Medalie de bronz: 2019

- Cupa României:
  -  Finalistă: 2014, 2017

- Supercupa României:
  -  Finalistă: 2011, 2014

## Statistică goluri și pase de gol
Conform Federației Române de Handbal, Federației Europene de Handbal și Federației Internaționale de Handbal:
| Sezon                                            | Echipă       | Goluri |
| ------------------------------------------------ | ------------ | ------ |
|                                                  |              |        |
| 2010-11                                          |              |        |
| HC Zalău                                         | 141          |        |
|                                                  |              |        |
| 2011-12                                          |              |        |
| HC Zalău / Oltchim Râmnicu Vâlcea                |              |        |
|                                                  |              |        |
| 2012-13                                          |              |        |
| SCM Craiova                                      | 76           |        |
|                                                  |              |        |
| 2013-14                                          |              |        |
| HCM Roman                                        | 182          |        |
|                                                  |              |        |
| 2014-15                                          |              |        |
| HCM Roman                                        | 107          |        |
|                                                  |              |        |
| 2015-16                                          |              |        |
| SCM Craiova                                      | 110          |        |
|                                                  |              |        |
| 2016-17                                          |              |        |
| SCM Craiova                                      | 49           |        |
|                                                  |              |        |
| 2018-19                                          |              |        |
| CSM Roman / Gloria 2018 Bistrița-Năsăud          | 20✳ / 18     |        |
|                                                  |              |        |
| 2019-20                                          |              |        |
| Gloria 2018 Bistrița-Năsăud / CS Rapid București | 14 / 20 (34) |        |

| Sezon                       | Echipă | Goluri |
| --------------------------- | ------ | ------ |
|                             |        |        |
| 2013-14                     |        |        |
| HCM Roman                   |        |        |
|                             |        |        |
| 2014-15                     |        |        |
| HCM Roman                   | 2      |        |
|                             |        |        |
| 2015-16                     |        |        |
| SCM Craiova                 | 14     |        |
|                             |        |        |
| 2016-17                     |        |        |
| SCM Craiova                 | 7      |        |
|                             |        |        |
| 2018-19                     |        |        |
| Gloria 2018 Bistrița-Năsăud | 6      |        |
|                             |        |        |
| 2019-20                     |        |        |
| CS Rapid București          | 12     |        |

| Sezon     | Echipă | Goluri |
| --------- | ------ | ------ |
|           |        |        |
| 2010-11   |        |        |
| HC Zalău  | 22     |        |
|           |        |        |
| 2013-14   |        |        |
| HCM Roman | 10     |        |

| Ediția           | Echipă | Goluri | Pase de gol |
| ---------------- | ------ | ------ | ----------- |
|                  |        |        |             |
| Austria 2005     |        |        |             |
| România junioare | 16     | 6      |             |

| Ediția          | Echipă | Goluri | Pase de gol |
| --------------- | ------ | ------ | ----------- |
|                 |        |        |             |
| Macedonia 2008  |        |        |             |
| România tineret | 13     | 16     |             |

| Ediția                  | Echipă | Goluri | Pase de gol |
| ----------------------- | ------ | ------ | ----------- |
|                         |        |        |             |
| Ungaria și Croația 2014 |        |        |             |
| România                 | 4      | 1      |             |

| Ediția        | Echipă | Goluri | Pase de gol |
| ------------- | ------ | ------ | ----------- |
|               |        |        |             |
| Brazilia 2011 |        |        |             |
| România       | 10     | 5      |             |

| Sezon                  | Echipă | Goluri |
| ---------------------- | ------ | ------ |
|                        |        |        |
| 2007-08                |        |        |
| Oltchim Râmnicu Vâlcea | -      |        |
|                        |        |        |
| 2011-12                |        |        |
| Oltchim Râmnicu Vâlcea | 17     |        |

| Sezon       | Echipă | Goluri |
| ----------- | ------ | ------ |
|             |        |        |
| 2014-15     |        |        |
| HCM Roman   | 15     |        |
|             |        |        |
| 2015-16     |        |        |
| SCM Craiova | 20     |        |

| Sezon                       | Echipă | Goluri |
| --------------------------- | ------ | ------ |
|                             |        |        |
| 2010-11                     |        |        |
| HC Zalău                    | 11     |        |
|                             |        |        |
| 2011-12                     |        |        |
| HC Zalău                    | 3      |        |
|                             |        |        |
| 2019-20                     |        |        |
| Gloria 2018 Bistrița-Năsăud | -      |        |

✳ CSM Roman s-a retras din campionat după etapa a VII-a din sezonul 2018-2019, iar rezultatele din meciurile susținute de CSM Roman au fost anulate.